# Mili Hadžiabdić
Mili Hadžiabdić (Mostar, 25 agosto 1960) è un ex calciatore bosniaco, di ruolo difensore.

## Palmarès

### Competizioni nazionali
- Coppa di Jugoslavia: 3

Velež Mostar: 1980-1981, 1985-1986
Hajduk Spalato: 1990-1991